# تیلیتسه، برودنیکا
تیلیچ، شهرستان بردنیکا (به لاتین: Tylice, Brodnica County) یک منطقهٔ مسکونی در لهستان است که در Gmina Bobrowo واقع شده‌است.